# Accuse di doping a Ian Thorpe
Il nuotatore australiano Ian Thorpe è stato spesso oggetto di critiche per ciò che riguarda le sue prestazioni in piscina, attribuite talvolta all'uso illecito di steroidi.
Al contempo lo stesso atleta ha biasimato la WADA e la FINA, organo governativo delle competizioni natatorie internazionali, per la loro linea di condotta in materia di doping.

## Accuse tedesche del 2000
Nei giorni del tour europeo del 2000, affrontato da Thorpe nei primi mesi dell'anno come preparazione alle Olimpiadi di Sydney, il coach tedesco Manfred Thiesmann accusò l'australiano di ricorrere ad anabolizzanti:
(Manfred Thiesmann)
A seguito di ciò, la delegazione australiana sottolineò la validità di ogni record dell'atleta, mentre il caporedattore della rivista statunitense Swimming World Magazine, Phillip Whitten, al riguardo si espresse in questi termini: «Non c'è assolutamente alcuna ragione per cui si dovrebbe sospettare che Thorpe sia dopato.
Analisi subacquee hanno dimostrato che possiede una tecnica straordinaria, e oltretutto non ha delle caratteristiche fisiche che possono portare a pensare a un imbroglio del genere.
Il talento naturale, la dedizione negli allenamenti, la fisicità e la tecnica superiore attestano le sue prestazioni eccellenti».
La tappa del tour di Berlino lo mise ulteriormente in difficoltà; durante un controllo antidoping a cui prese parte anche il campione statunitense del dorso Lenny Krayzelburg, gli ufficiali tedeschi, non riuscendo a reperire i contenitori necessari, chiesero agli atleti che lasciassero per la notte i propri campioni non sigillati in un frigorifero, trascurando in questo modo il protocollo di sicurezza voluto dalla Federazione.
Con Thorpe e gli addetti americani contrari alla proposta avanzata, la polizia tedesca assicurò che si sarebbe assunta tutte le responsabilità sui campioni dei due nuotatori non sigillati.
In piscina (vasca corta) l'australiano abbassò il primato mondiale dei 200 di un secondo e mezzo, e si guadagnò la standing ovation del pubblico tedesco, in disaccordo con le osservazioni di Thiesmann; dato il contesto in cui il record venne stabilito, Thorpe avrebbe ritenuto tale prestazione «la più significativa della carriera», davanti persino alle vittorie mondiali e olimpiche.
La polemica sul doping proseguì nel corso dell'anno, e a sospettare dell'onestà di Thorpe fu il capitano della Germania Chris-Carol Bremer, dichiarando che «le anomale dimensioni dei piedi e delle braccia potevano derivare dall'impiego dell'ormone della crescita».
Thorpe negò, ma prima dei Giochi olimpici venne comunque controllato, con esito negativo, per quanto riguarda l'EPO; al contrario non venne sottoposto ad alcun test per la somatotropina.

## Pubblicazione deL'Équipedel 2007
Il 30 marzo 2007 il quotidiano sportivo L'Équipe pubblicò sul proprio sito web un articolo di Damien Ressiot sui «valori anomali» dell'atleta a due sostanze proibite, riscontrati in un controllo antidoping del maggio 2006.
Dapprima tali prodotti parvero essere l'ormone della crescita e il testosterone, in seguito si appurò che l'unica sostanza sospetta era il cosiddetto luteinizzante, il quale, prodotto dalla ghiandola pituitaria, stimola negli uomini la produzione di testosterone.
I controlli tentarono di rilevare alti picchi dagli indici di testosterone, ma l'eccesso si dimostrò minimo.
Intervenne quindi l'Australian Sports Anti-Doping Authority (ASADA), che al termine delle indagini non rilevò particolari irregolarità del nuotatore e archiviò di conseguenza il caso, così come fece poco dopo la FINA.
In una conferenza del 31 marzo Thorpe si espresse sulla vicenda: «Sono fermamente convinto di essere pulito, non ho mai barato e ho sempre adempiuto ai miei doveri».
A distanze di qualche giorno, il 2 aprile, la World Anti-Doping Agency emise un comunicato che condannò i dubbi del quotidiano francese per violazione di privacy.

## Campagna antidoping dell'atleta
Thorpe ha sostenuto nella propria carriera una lunga lotta contro il doping, dentro e fuori dello sport.
Fu tra i primi sportivi che chiesero l'introduzione del test del sangue nei controlli e che attaccò la Federazione Internazionale: «Sarebbe da ingenui pensare che le Olimpiadi siano totalmente pulite».
Per queste affermazioni venne elogiato dal mondo del nuoto, ma incolpato dalla FINA di screditare lo sport.
Vista l'influenza in oriente, venne selezionato dall'Organizzazione delle Nazioni Unite per una campagna antidoping in Giappone in qualità di promotore dell'UNICEF durante la United Nation Children's Week.